# Fedorivka, Mîkolaiiv
Fedorivka (în ucraineană Федорівка) este un sat în comuna Kobleve din raionul Mîkolaiiv, regiunea Mîkolaiiv, Ucraina.

## Demografie
Componența lingvistică a localității Fedorivka
     Ucraineană (83,93%)
     Rusă (12,5%)
Conform recensământului din 2001, majoritatea populației localității Fedorivka era vorbitoare de ucraineană (83,93%), existând în minoritate și vorbitori de rusă (12,5%).